# 列夫科·列武茨基
列夫科·米科拉约维奇·列武茨基（羅馬化：Levko Mykolaiovych Revutsky；1899年2月20日 [儒略曆8日] —1977年3月30日）是苏联和乌克兰作曲家、教育家及社会活动家。
他在李森科音乐研究院（Lysenko Music Institute）的学生包括作曲家阿尔卡季·菲利彭科阿尔卡季·菲利彭科和瓦连京·西尔韦斯特罗夫。

## 生平

### 早年与教育
列夫科·米科拉约维奇·列武茨基于1889年2月20日[儒略历2月8日]出生在俄罗斯帝国波尔塔瓦省普里卢基县伊尔扎韦茨村（现属乌克兰切尔尼希夫州）一个乡村学校理事家庭。这位未来作曲家的双亲受过良好教育。他的音乐天赋在幼年即显现，五岁时母亲便开始教授他钢琴演奏。十岁时，他已展现出即兴创作能力并拥有绝对音感，因此获得"音叉"的绰号。
1903年，父母将他转入基辅的戈特利布·瓦尔克中学（Gotlib Valker gymnasium），并同时就读于尼古拉·图马诺夫斯基音乐学校（Mykola Tumanovsky），师从米科拉·李森科学习钢琴。列武茨基后来回忆："李森科成为我艺术理想的第一个典范。"
1907年中学毕业后，他进入基辅大学物理-数学系。1908年，列武茨基又进入法学院，同时在俄罗斯音乐协会基辅音乐学校（Kiev music college）继续钢琴课程。莫斯科和圣彼得堡的观剧与音乐会经历给他留下了深刻印象。
在音乐学校初级班学习的三年间，列武茨基取得显著进步。1911年他升入高级班，师从G·霍多罗夫斯基（G. Hodorovsky）。列武茨基跟随这位大师学习了数年：1911至1913年在音乐学校，之后在新成立的基辅音乐学院。在音乐学院期间，他除了继续钢琴学习，还开始参加莱因霍尔德·格里埃尔的作曲课程，同时继续大学学业。
此时他创作了钢琴奏鸣曲第一乐章（C小调）、第一交响曲的草稿以及作品四号的前奏曲。列武茨基于1916年同时完成大学与音乐学院学业，随即参加第一次世界大战。

### 研究生涯
1918年复员后，列武茨基移居普里卢基。1924年受邀返回基辅，在李森科音乐戏剧学院（Lysenko Music-Drama Institute）任教。自此他将毕生奉献于教育事业，先后担任音乐理论与演奏、作曲课程的教师和教授。
1930年代列武茨基在作曲领域取得重要成就，并创建了自己的音乐教学体系。因其文化领域的贡献，他于1942年获乌克兰苏维埃社会主义共和国人民艺术家称号，1944年获苏联人民艺术家称号。战后他参与共和国艺术文化生活的重建工作，1944至1948年间担任乌克兰作曲家协会主席，并多次当选乌克兰苏维埃社会主义共和国最高苏维埃代表。
1950年，他承担了编辑出版米科拉·李森科作品集的重大任务。1969年2月，值八十寿辰之际，列武茨基因艺术成就被授予社会主义劳动英雄称号。1977年3月30日在基辅逝世，安葬于拜科夫公墓。

### 艺术遗产
列武茨基的创作遗产在其祖国乌克兰备受推崇，其声乐与管弦乐作品被视为乌克兰音乐传统的重要组成部分。据艾琳·里玛·马卡里克（Irene Rima Makaryk）和维尔拉娜·特卡奇（Virlana Tkacz）研究，列武茨基继承并发展了李森科与米科拉·莱昂托维奇的美学原则。
他的许多作品——包括《第二交响曲 (列武茨基)》和《钢琴协奏曲》——被认为是乌克兰各类音乐体裁中首部成熟的典范。列武茨基对乌克兰民歌改编的发展亦做出重要贡献，总计创作约120首相关作品。
在乌克兰境外，列武茨基的接受度相对有限。玛丽娜·弗罗洛娃-沃克将其《第二交响曲 (列武茨基)》描述为"后强力集团"风格：
"（该作品）虽缺乏原创性，但技艺精湛且富有吸引力。主要创作于1920年代中期，但1940年修订版（听起来如同1890年代的作品）。"
在1941年斯大林奖评选讨论中，原提名的谢尔盖·普罗科菲耶夫《亚历山大·涅夫斯基》被替换为列武茨基的《第二交响曲 (列武茨基)》。根据艺术事务委员会主席米哈伊尔·赫拉普琴科的现存文件，此举是为了弥补非俄罗斯苏维埃联邦社会主义共和国代表名额的不足。

## 荣誉与奖项
- 四次劳动红旗勋章（1938年、1946年、1951年、1960年）
- 乌克兰苏维埃社会主义共和国功勋艺术工作者（1941年）
- 国家斯大林奖二等奖（1941年）——因《第二交响曲 (列武茨基)》
- 乌克兰苏维埃社会主义共和国人民艺术家（1942年）
- 苏联人民艺术家（1944年）
- 四次列宁勋章（1949年、1953年、1967年、1969年）
- 舍甫琴科国家奖（1966年）
- 社会主义劳动英雄（1969年）
- 1941-1945年在伟大的卫国战争中忘我劳动奖章